# 與你相通的心
《與你相通的心》是中町加奈（豐崎愛生）、天野咲妃（水原薫）和久地院美華（釘宮理惠）的單曲。在2009年8月5日由STAR CHILD發行。商品番號為KICM-1286。

## 概況
單曲以電視動畫《加奈日記》中的三個角色——中町加奈、天野咲妃和久地院美華的名義發行，實際上即為三個角色的擔當聲優－豐崎愛生、水原薫和釘宮理惠。單曲CD中收錄兩首曲目「與你相通的心」和「WAKE ME UP(^_-)b!」的演唱版和去聲版，其中「與你相通的心」是動畫《加奈日記》的片頭曲；而「WAKE ME UP(^_-)b!」則是《加奈日記》延伸的網路廣播的主題曲。

## 收錄曲目
1. 與你相通的心 [4:00]
  - 作詞：橋本由香利&TOMBOW；作曲、編曲:橋本由香利
  - 2009年東京電視系的電視動畫《加奈日記》的片頭曲
2. WAKE ME UP(^_-)b! [3:39]
  - 作詞、作曲、編曲:R・O・N
  - 網路廣播的主題曲
3. 與你相通的心（off vocal ver.）
4. WAKE ME UP(^_-)b!（off vocal ver.）

## 關連項目
- YAHHO!!

## 外部連結
- StarChild：加奈日記 （页面存档备份，存于）